# Laurens (Frankrijk)
Laurens is een gemeente in het Franse departement Hérault in de regio Occitanie. Laurens telde op 1 januari 2022 1.794 inwoners.

## Geografie
De oppervlakte van Laurens bedroeg op 1 januari 2022 16,39 vierkante kilometer; de bevolkingsdichtheid was toen 109,5 inwoners per km².

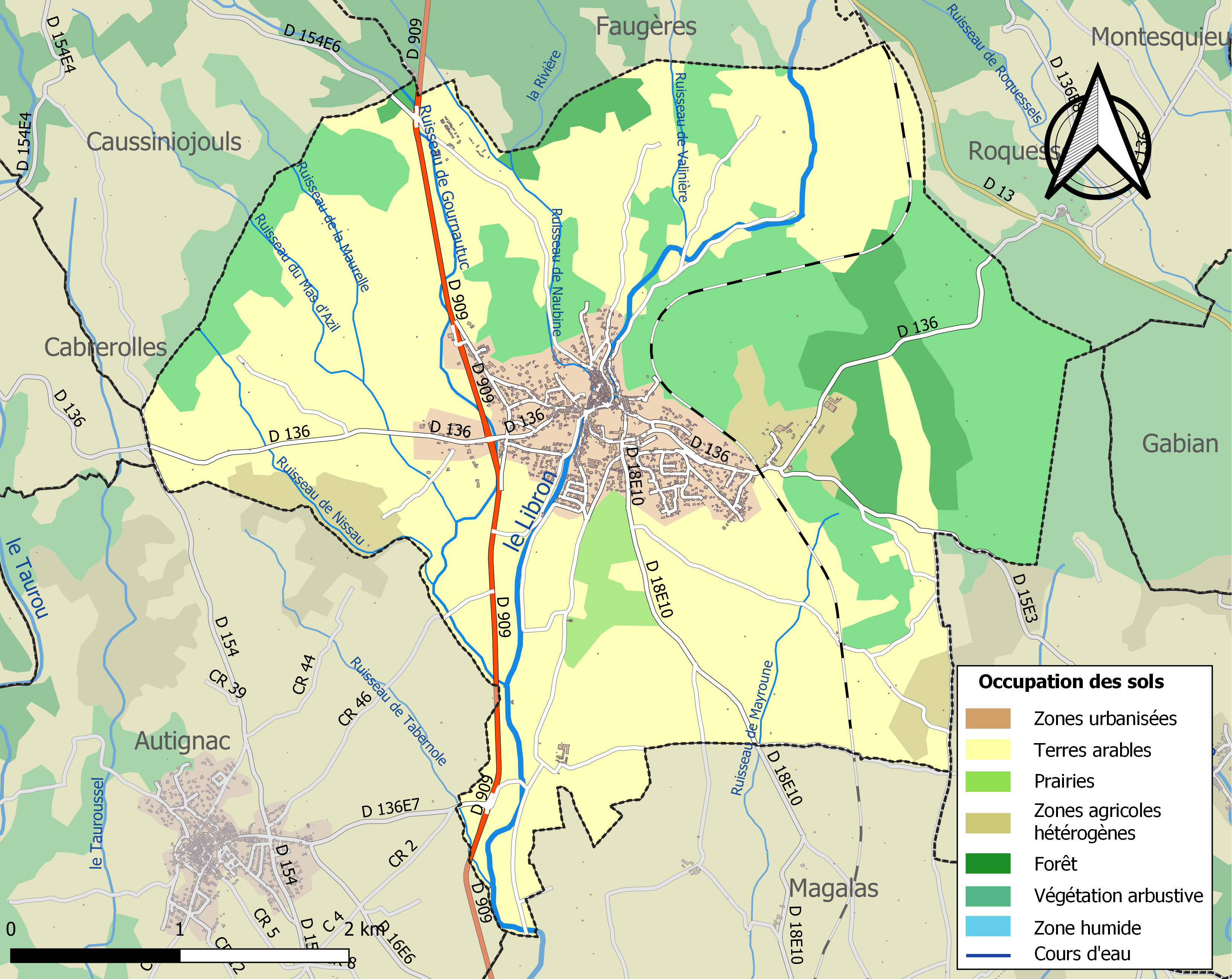
Kaart van de gemeente met belangrijkste infrastructuur, bodemgebruik en omliggende gemeenten

## Bezienswaardigheden

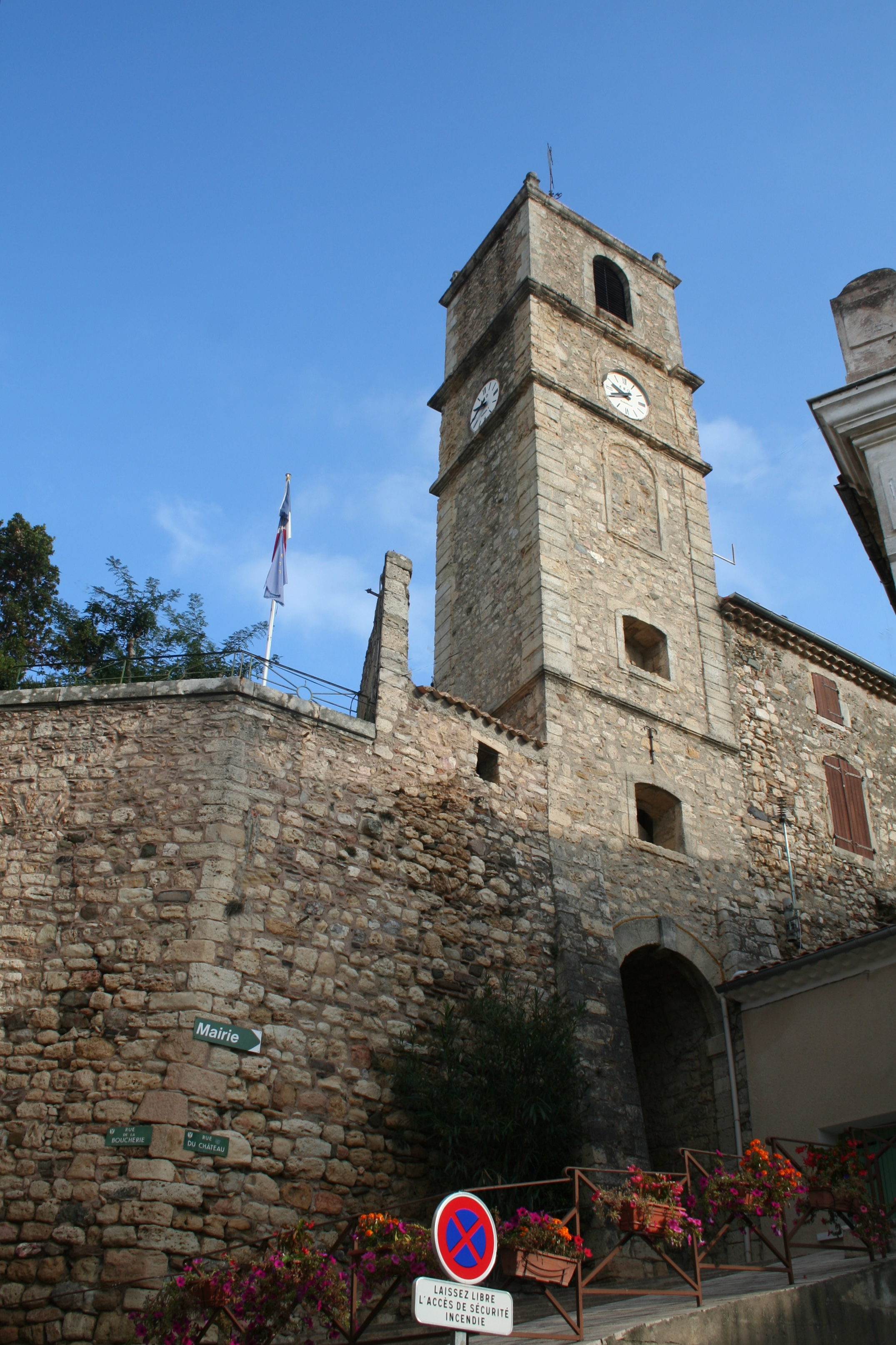
Kasteel van Grézan

- Kasteel van Grézan